# 格倫懷爾德 (密西西比州)
格倫懷爾德（英語：Glenwild）是位於美國密西西比州格拉納達縣的非建制地區。

## 地理
格倫懷爾德所處的海拔為高於海平面64米（即210英呎），而該地所採用的時區為UTC-6，即北美中部時區（CST）。同時該地設有夏令時間，為UTC-6調快一小時，即UTC-5（CDT）。